# Allium burlewii
Allium burlewii är en amaryllisväxtart som beskrevs av Anstruther Davidson. Allium burlewii ingår i släktet lökar, och familjen amaryllisväxter. Inga underarter finns listade i Catalogue of Life.